# La Laguna I
La Laguna I es una localidad del municipio de Larráinzar ubicado en la región de Los Altos del estado mexicano de Chiapas.

## Geografía
La localidad de La Laguna I se sitúa en las coordenadas geográficas 16°52′29″N 92°43′38″O / 16.874722, -92.727222, a una elevación de 1,973 metros sobre el nivel del mar.

## Demografía
Según el Censo de Población y Vivienda 2020, efectuado por el Instituto Nacional de Estadística y Geografía, la localidad de La Laguna I tiene 472 habitantes, de los cuales 227 son del sexo masculino y 245 del sexo femenino. Su tasa de fecundidad es de 3.3 hijos por mujer y tiene 88 viviendas particulares habitadas.
| Gráfica de evolución demográfica de La Laguna I entre 1995 y 2020 |
|                                                                   |
| INEGI.                                                            |